# Informationsexplosion
Als Informationsexplosion oder Wissensexplosion bezeichnet man die Beobachtung, dass die Menge an Informationen in der Informationsgesellschaft im Verhältnis zu anderen Bereichen der Gesellschafts- oder Wirtschaftsordnung überproportional zunimmt; diese Aussage bezieht sich allerdings primär auf die Quantität, nicht notwendigerweise auf die Qualität der neu geschaffenen Informationen.
Subjektiv kann sich der Einzelne einer Informationsflut ausgesetzt sehen, in der das Problem weniger in der Verfügbarkeit von Information oder Wissen besteht, als vielmehr der Anwendung angemessener Informationsfilter oder Sortierungsmöglichkeiten, um an relevante Materialien zu gelangen.
Die Informationsüberflutung erschwert somit das Finden richtiger und wichtiger Information. Wissensmanagement befasst sich mit den Lösungen.

## Quantifizierung
Die ersten Versuche, das Wachstum des Wissens zu quantifizieren, stammen aus den 1950ern. In der UdSSR untersuchte Gennadi Michailovic Dobrov 1971 mit Hilfe statistischer Analysen die Wissensproduktion. In den USA erschien 1963 ein Buch von Derek de Solla Price „Little Science, Big Science“ (deutsch 1974). Als Messgröße nutzte de Solla Price die Anzahl der Originalveröffentlichungen in Fachzeitschriften; nach seinen Berechnungen wächst das Wissen seit Mitte des 17. Jahrhunderts mit einer Verdopplungszeit von ungefähr 15 Jahren exponentiell. Der Wissenschaftshistoriker Franz Graf-Stuhlhofer bezweifelt, dass das Wachstum wissenschaftlicher Information mit der Auszählung der Gesamtzahl der Publikationen gemessen werden kann; er fordert daher eine Unterscheidung zwischen
- Wachstum der wissenschaftlichen Information und
- Wachstum des Wissens.

Für seine eigenen Berechnungen des Wissenswachstums untersuchte er die Zunahme der Zahl bedeutender Naturforscher sowie wichtiger Entdeckungen zwischen 1500 und 1900 aus; anhand solcher Berechnungen verdoppelt sich das wissenschaftliche Wissen nur ungefähr alle einhundert Jahre.
Aktuellere Schätzungen gehen davon aus, dass sich das Wissen der Welt sogar etwa alle fünf bis zwölf Jahre verdoppelt, wobei sich diese Rate noch beschleunigt.
Noch schneller steigen die technischen Kapazitäten zur Speicherung, Verarbeitung und Übertragung. Laut einer Studie aus dem Jahr 2003 stieg die gespeicherte Datenmenge zwischen 1999 und 2002 jährlich um 30 Prozent, auf 5 Exabyte, zu 92 Prozent auf magnetischen Datenträgern. Überwiegend handelte es sich um Kopien. Das World Wide Web enthielt zu diesem Zeitpunkt etwa 170 Terabyte an Informationen.
Schätzungen für den größeren Zeitraum von 1986 bis 2007 kamen zu ähnlichen durchschnittlichen jährlichen Anstiegen globaler Kapazitäten:
- 6 % für die Bandbreite der Massenmedien,
- 23 % für die Speicherkapazität,
- 28 % für die Bandbreite bidirektionaler Telekommunikation,
- 58 % für die Informationsverarbeitungskapazität mittels menschlich geführter Mehrzweckcomputer.

Diese steigenden Kapazitäten werden im Bereich personenbezogener Daten auf dreierlei Weise genutzt:
1. steigender Detaillierungsgrad, gemessen nach der Anzahl der erhobenen Datenfelder,
2. steigende Individualisierung, indem aggregierte, statistische Daten durch personenspezifische Daten ersetzt werden,
3. mehr Akteure legen über eine Person jeweils einen neuen Datensatz an.

### Wachstum der Zahl der Wissenschaftler
Anzahl der Menschen mit wissenschaftlich-technischer Ausbildung (nach Marx und Gramm 1994/2002):
- Mitte des 17. Jahrhunderts: < 1 Million
- 1850 bis 1950: Anstieg von 1 auf 10 Millionen (das entspricht einer Verdopplungszeit von etwa 30 Jahren)
- 1950 bis 2000: Anstieg von 10 auf 100 Millionen.

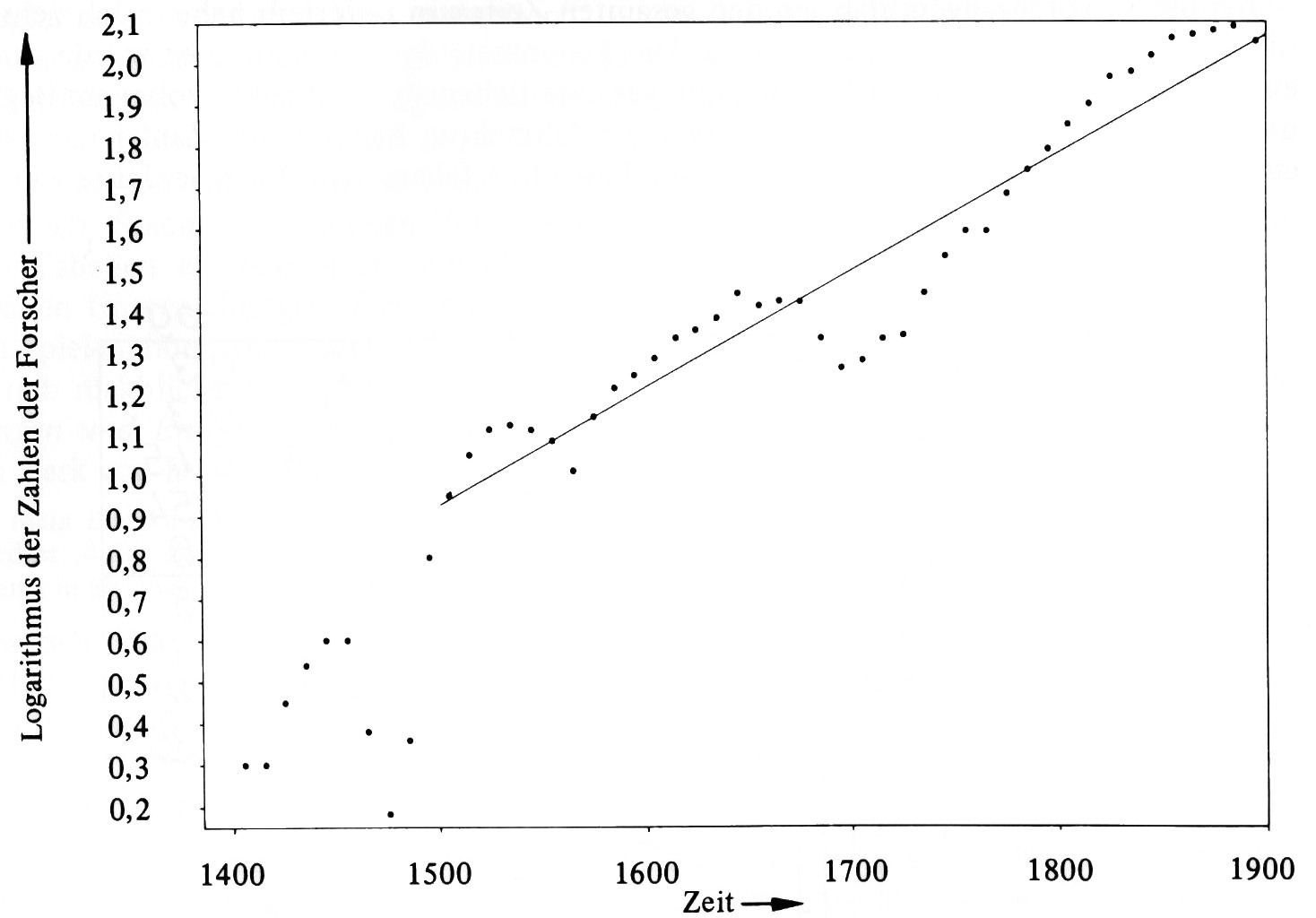
Verteilung der 298 Sterbedaten in einem biographischen Lexikon 'Großer Naturforscher' von 1970.

Jedoch wird ein immer kleinerer Anteil dieser Menschen von der Nachwelt als sehr bedeutend eingeschätzt, denn deren Zahl verdoppelt sich nur ungefähr pro Jahrhundert (nach Stuhlhofer 1983).

### Maschinell erhobene Daten
Immer mehr Datensätze entstehen ohne Zutun eines Menschen. Dazu gehören nicht nur Randdaten (bei der Nutzung elektronischer Infrastruktur), sondern auch wissenschaftliche Inhalte wie Gensequenzen oder astronomische Durchmusterungen.

### Veralterungszyklen
Information Lifecycle Management beschäftigt sich mit der Verwaltung und Erschließung von Informationen unter Berücksichtigung der Veränderung des Wertes von Information über die Zeit.

## Verwandte Themen
- Mit der Messung des Informationswachstums befasst sich die Informetrie, im Speziellen
  - die Bibliometrie für Bücher,
  - die Webometrie für Information im Web und
  - die Scientometrie für wissenschaftliche Veröffentlichungen im Allgemeinen.
- Die Grenzen der Informationsexplosion äußern sich unter anderem in der Zeitschriftenkrise.
- Komplexität